# Dobellus Duży
Dobellus Duży (lub Tobellus Duży, niem. Großer Dobellus) – jezioro w województwie warmińsko-mazurskim, w powiecie gołdapskim, w gminie Dubeninki,  na pograniczu dawnych Prus i Suwalszczyzny, nieopodal Puszczy Rominckiej i mostów w Stańczykach.

## Kompleks dwóch niewielkich jezior
- Dobellus Duży – 0,042 km²
- Dobellus Mały – 0,0058 km² (2005), jezioro „wybuchowe”[1].

Oba jeziora, oddzielone jedynie niewielkim, kilkudziesięciometrowym pasem ziemi, mają odmienną genezę geologiczną. Większe jest typowym jeziorem rynnowym, polodowcowym, mniejsze jest płytkim oczkiem wodnym.
Przy większym jeziorze znajduje się kąpielisko położone w pobliżu pola biwakowego i stanicy harcerskiej. Jezioro jest jednak zdradliwe, wody na przemian ciepłe i zimne powodują u pływających skurcze.